# NGC 4117

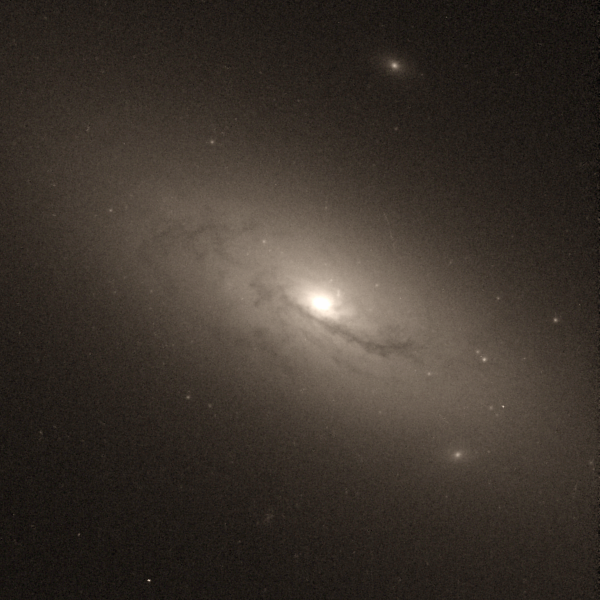
NGC 4117 par le télescope spatial Hubble.

NGC 4117 est une galaxie lenticulaire relativement rapprochée et située dans la constellation des Chiens de chasse. NGC 4117 a été découverte par l'astronome germano-britannique William Herschel en 1788.

## Caractéristiques
NGC 4117 présente une large raie HI.

### Distance
Sa vitesse par rapport au fond diffus cosmologique est de 1 164 ± 16 km/s, ce qui correspond à une distance de Hubble de 17,2 ± 1,2 Mpc (∼56,1 millions d'al).
À ce jour, une mesure non basée sur le décalage vers le rouge (redshift) donne une distance d'environ 23,000 Mpc (∼75 millions d'al). Cette valeur est à l'extérieur des valeurs de la distance de Hubble. Puisque cette galaxie est relativement rapprochée du Groupe local, cette distance est peut-être plus près de sa distance réelle que la distance de Hubble. Notons que c'est avec la valeur moyenne des mesures indépendantes, lorsqu'elles existent, que la base de données NASA/IPAC calcule le diamètre d'une galaxie.

### Galaxie de Seyfert
NNGc 4117 est une galaxie active de type Seyfert 2.

## Trou noir supermassif
Une étude  réalisée en 2007  auprès de 90 galaxies de type Seyfert 2 utilisant la dispersion des vitesses a permis d'estimer la masse des trous noirs supermassifs centraux de celles-ci. Pour NGC 4117, la masse du trou noir est égale à 6,8 × 106 {\displaystyle M_{\odot }} (106,83).

## Paire optique de galaxies
Selon Vaucouleur et Corwin, NGC 4117 et NGC 4118 forment une paire de galaxies. Mais, comme plusieurs des paires de galaxies mentionnées dans cet article, il s'agit d'une paire optique de galaxies. En effet, NGC 4117 est à 43 millions d'années-lumière de la Voie lactée alors que NGC 4118 est à 29 millions d'années-lumière.

## Groupe de NGC 4051 et de M101
Selon A.M. Garcia, la galaxie NGC 4117 fait partie d'un groupe de galaxies qui compte au moins 19 membres, le groupe de NGC 4051. Les autres membres du groupe sont NGC 3906, NGC 3938, NGC 4051, NGC 4096, NGC 4111, NGC 4138, NGC 4143, NGC 4183, NGC 4218, NGC 4288, NGC 4346, NGC 4389, IC 750, UGC 6805, UGC 6818, UGC 6930, UGC 7089 et UGC 7129.
D'autre part, dans un article publié en 1998, Abraham Mahtessian indique que NGC 4117 fait partie d'un groupe plus vaste qui compte plus de 80 galaxies, le groupe de M101. Plusieurs galaxies de la liste de Mahtessian se retrouvent également dans d'autres groupes décrits par A.M. Garcia, soit le groupe de NGC 3631, le groupe de NGC 3898, le groupe de M109 (NGC 3992), le groupe de NGC 4051, le groupe de M106 (NGC 4258) et le groupe de NGC 5457.
Plusieurs galaxies des six groupes de Garcia ne figurent pas dans la liste du groupe de M101 de Mahtessian. Il y a plus de 120 galaxies différentes dans les listes des deux auteurs. Puisque la frontière entre un amas galactique et un groupe de galaxie n'est pas clairement définie (on parle de 100 galaxies et moins pour un groupe), on pourrait qualifier le groupe de M101 d'amas galactique contenant plusieurs groupes de galaxies.

## Amas de la grande Ourse et superamas de la Vierge
Les groupes de M101 et de NGC 4051 font partie de l'amas de la Grande Ourse, l'un des amas galactiques du superamas de la Vierge.